# Strahinja Bunčić
Strahinja Bunčić (5 de janeiro de 1996) é um judoca sérvio. Competiu nos Jogos Olímpicos de Verão de 2024 em Paris.
Terminou em quinto lugar nos Jogos Olímpicos de Paris 2024. Ele ganhou uma medalha de prata no European Open em Belgrado em 2017 e 2016 e bronze em 2018. Ele conquistou uma medalha de bronze na Copa Europeia em Sarajevo em 2017. Ele conquistou uma medalha de bronze no Campeonato Europeu Sub-23 em 2017, realizado em Podgorica. Ele conquistou o bronze na Liga dos Campeões em 2019 com o Red Star Belgrade e a prata na Liga dos Campeões em Paris em 2021. Ele se tornou Campeão Sênior da Sérvia em 2022. Ele garantiu uma medalha de prata no Grand Slam em Abu Dhabi em 2022.